# Мисс Швеция (фильм)
«Мисс Швеция» (швед. Fröken Sverige) — шведский фильм 2004 года режиссёра Товы Магнуссон.

## Сюжет
Фильм рассказывает историю Моа (Александра Дальстрём), которая живёт одна в коттедже в лесу, и имеет неперспективную работу на фабрике туалетной бумаги. Она пытается найти себя, став активистом вегетарианства и антикапитализма, сопровождая друзей на демонстрациях.

## Отзывы
Фильм получил низкие оценки кинокритиков.

## Награды
Александра Дальстрем в роли Моа выиграла австрийскую награду «Undine Awards 2005» в категории «Лучшая молодая актриса из северных стран».